# قوی بزرگ
قوی بزرگ (نام علمی: Cygnus falconeri) نام یک گونه از زیرخانواده غازان است.